# 佐川績
佐川 績（さがわ いさお、1887年（明治20年）12月11日 - 没年月日不明）は、日本陸軍の軍人。最終階級は陸軍航空兵大佐。

## 経歴
1907年（明治40年）5月31日に陸軍中央幼年学校本科を卒業。1909年（明治42年）5月27日に陸軍士官学校（21期）を卒業し、同年12月25日に工兵少尉に任官、近衛工兵大隊付となる。1912年（大正元年）11月26日に陸軍砲工学校（18期）高等科を卒業し、1913年（大正2年）2月3日に工兵中尉に昇進、同年6月13日、気球隊付に補される。その後、航空大隊付、交通兵団指令部付、陸軍兵器本廠等を経て、1920年（大正9年）4月9日に工兵大尉に昇進し、同年12月1日に陸軍航空学校教官に補される。
翌年の1921年4月1日に、開設されたばかりの陸軍航空学校下志津分校での服務を命ぜられ、1923年（大正12年）9月1日に発生した関東地震直後にアメリカのフェアチャイルド社製航空写真機によって東京全市の空中写真撮影を行った（日本における初の広域表面撮影）。1924年（大正13年）5月17日に下志津陸軍飛行学校教官に補され、1925年（大正14年）5月1日付けで航空兵大尉に転じ、陸軍航空本部部員に補される。
1926年（大正15年）2月26日、日本写真学会の前身である東京寫眞學會の創立総会に参集。同年3月2日に航空兵少佐に、1932年（昭和7年）8月8日に航空兵中佐に昇進後、1934年（昭和9年）12月10日に所沢陸軍飛行学校教官に補される。
1936年（昭和11年）12月1日に航空兵大佐に昇進後、1939年（昭和14年）8月31日予備役を仰せつけられ、同年9月1日に満洲航空株式会社日本支店代表者に就任し、その後常務理事となる。

## 栄典
- 1910年（明治43年）2月21日 - 正八位[18]
- 1913年（大正2年）4月21日 - 従七位[19]
- 1915年（大正4年）11月7日 - 勲六等瑞宝章・大正三四年従軍記章[20]
- 1920年（大正9年）
  - 5月31日 - 正七位[21]
  - 11月1日 - 勲五等瑞宝章・大正三年乃至九年戦役従軍記章[22]
- 1925年（大正14年）7月1日 - 従六位[23]
- 1927年（昭和2年）11月29日 - 勲四等瑞宝章[24]
- 1930年（昭和5年）8月1日 - 正六位[25]
- 1934年（昭和9年）
  - 3月1日 - 満州帝国：大満洲国建国功労章[26]
  - 4月29日 - 勲三等瑞宝章・昭和六年乃至九年事変従軍記章[27]
- 1935年（昭和10年）9月2日 - 従五位[28]
- 1939年（昭和14年）9月28日 - 正五位[29]